# Noaptea de Sânziene
Noaptea de Sânziene är en roman från 1955 av den rumänske författaren Mircea Eliade. Handlingen utspelar sig mellan 1936 och 1948 i flera europeiska städer och följer Stefan Vizeru, en rumänsk man, på en andlig jakt. Titelns sânziene är varelser i rumänsk folktro som liknar älvor. Noaptea de Sânziene betyder "sânzienernas natt" och är den rumänska motsvarigheten till midsommarafton. Boken skrevs mellan 1949 och 1954. Den innehåller flera inslag och teman som även återfinns i författarens akademiska arbeten, som initiationsriter och kontrasten mellan helig och profan tid.
Romanen gavs först ut i en fransk översättning 1955 med titeln Forêt interdite ("Den förbjudna skogen"). Den rumänska originalversionen gavs ut 1971. Eliade själv betraktade den som sin bästa roman.